# Levinskieje Peski
Levinskieje Peski (Russisch: Левинские Пески) is de zuidelijkste plaats (posjolok) van de gorodskoje poselenieje van Doedinka binnen het gemeentelijk district Tajmyrski van de Russische kraj Krasnojarsk.
Het is een havenplaatsje verspreid over de linkeroever van de rivier de Jenisej, schuin tegenover Doedinka (15 km). Tot 2007 behoorde het als selsovjet tot het district Oest-Jenisejski van de autonome okroeg Tajmyr. De plaats telt 170 inwoners, waarvan 114 behoren tot een van de noordelijke Siberische volken (met name Dolganen, met kleine groepen Nganasanen en Nenetsen).

## Vervoer
De plaats ligt op 2390 kilometer van Krasnojarsk, 278 kilometer van Dikson en 228 kilometer van Doedinka. De Jenisej vormt de belangrijkste verbinding in de zomer en is bevaarbaar van juni tot begin oktober. Negen kilometer westelijker ligt aan andere zijde van de rivier het oostelijkste punt van het schiereiland Gyda. 5 kilometer noordelijker stroomt de Goltsjicha, de laatste zijrivier van de Jenisej, de rivier in.

## Geschiedenis
Volgens de gegevens van het district Tajmyrski werd er in 1930 de selsovjet 'Doedinski' gevormd in Levinskieje Peski. Met de toekenning van de status van stad aan Doedinka in 1951, werd deze hernoemd tot 'Levinski', waarbij de naam van de plaats voorkomt als Levinsk.
Nadat de elektriciteit in de plaats was verstoord door een overstroming van de Jenisej in de lente, werd in 2000 besloten tot de bouw van een windmolen voor het opwerken van elektriciteit.

## Voorzieningen
In de plaats bevinden zich een kleuterschool, middelbare school, bibliotheek, feldsjer en polikliniek (FAP), winkel, postkantoor, plattelandshuid van cultuur (SDK).